# 60ビット

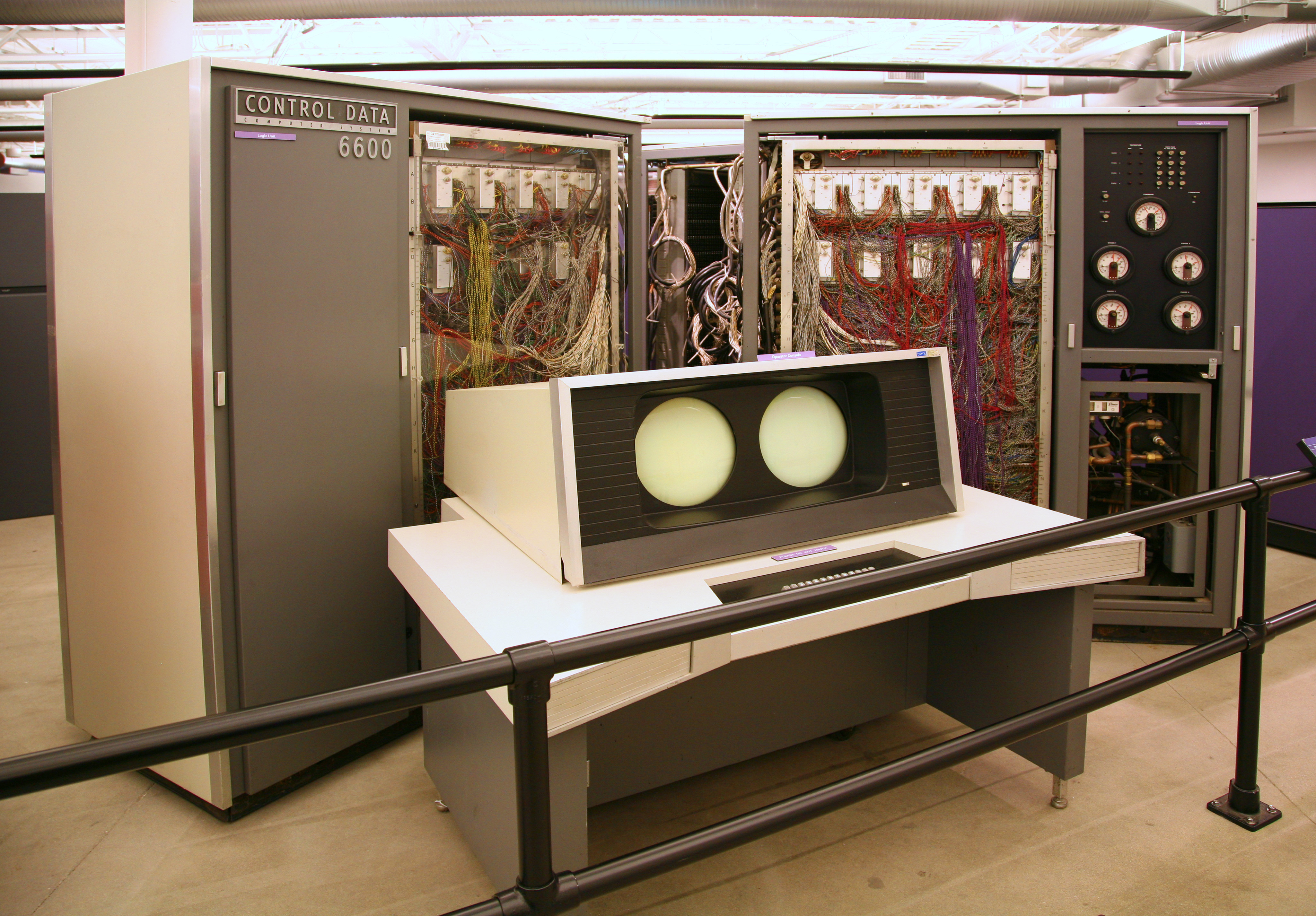
1964年に導入された60 bit CDC 6600

60ビット（英: 60-bit）は、連続した60個（桁）のビット（7.5オクテット）であり、バイナリで最大1,152,921,504,606,846,976(1E)までの数を表現できる。
- 「60ビットアーキテクチャ」とは、整数型、メモリアドレス、その他のデータサイズなどが、最大60ビット幅のアーキテクチャである。
- 「60ビットCPU」（プロセッサ、演算装置）とは、60ビットサイズのレジスタ、アドレスバス、データバスを持つCPU（プロセッサ、演算装置）である。

## 60ビットアーキテクチャ
60ビットアーキテクチャのコンピュータには、CDC 6000シリーズ（CDC 6600など）や、いくつかのCDC Cyberシリーズがある。